# カンガルーポー
カンガルーポー（学：Anigozanthos manglesii）は、ハエモドルム科アニゴザントス属に含まれる多年草。日本では英名のカンガールーポー、カンガルー・ポウとして流通している。単に学名からアニゴザントス・マングレシーと呼ばれる場合もある。

## 概要
オーストラリアの西オーストラリア州に自生する固有種で、地植えの場合、草丈は100㎝以上になる。花はかなり特殊な形状をしており、キルタンサスに似た屈曲した花筒を持つ。花茎の色は赤色だが、花筒の部分の色はきれいな深緑色をして、光沢を持っている種や花茎は普通の緑色で、筒状の部分が赤色、橙色、黄色になる種類がある。花筒の先端は4裂し上部に反り返る。この花は花茎に対し上側に一列になって付く場合がある。いずれも花茎から花にかけて僅かな毛に覆われている。雄蕊の葯が5本花の外側に出て来て、上側に細い雌蕊が一本出てくる。葉はアヤメ科の植物の様に葉が葉先は尖り、重なって薄い形状になっており、株元に密生する。花序は総状花序である。
フラヴィダス種（A. flavidus）も含めカンガルーポーと呼ぶ場合もある。

## 栽培方法
植え付けは3～4月に行う。日本では2月頃から稀に鉢植えが見られるようになる。開花期は4～6月頃であり、肥料が十分ある環境下で栽培する。耐暑性、耐乾性は非常に強く、長時間直射日光に当たっても葉焼けしにくい。耐湿性、耐寒性には乏しく、冬季は温暖な環境で栽培し、梅雨時期の土壌の加湿に気を付ける。繁殖方法は株分けがあり、9～10月頃が適期になる。実生もあるが、開花まで一年以上の時間を要する。花は固く褪色しにくい為、セルリアやレウコスペルマムの様にドライフラワーにも出来る。1月3日、1月6日（※赤色の花のみ）、1月9日、2月5日、4月29日、5月14日、5月21日、8月13日（※緑色の花のみ）、9月9日、10月3日（黄色の花のみ）、11月1日、12月4日の誕生花で、花言葉は「不思議」「驚き」「陽気」「快活」「明朗」「可能性」「分析」「解放」「脆弱」がある。

## 名称について
属名Anigozanthos の由来は、Anises（等しくない）＋Anthos（花）の合成語で、各花被片の大きさが不揃いである形態にちなむ。種小名manglesiiの由来は、ジェームズ・マングレスへの献名。英名のカンガルーポーは、花の形状がカンガルーの足に見える事にちなんでいる。ちなみにフミリス種（A. humilis）はキャッツポーと呼ばれる。

## ギャラリー

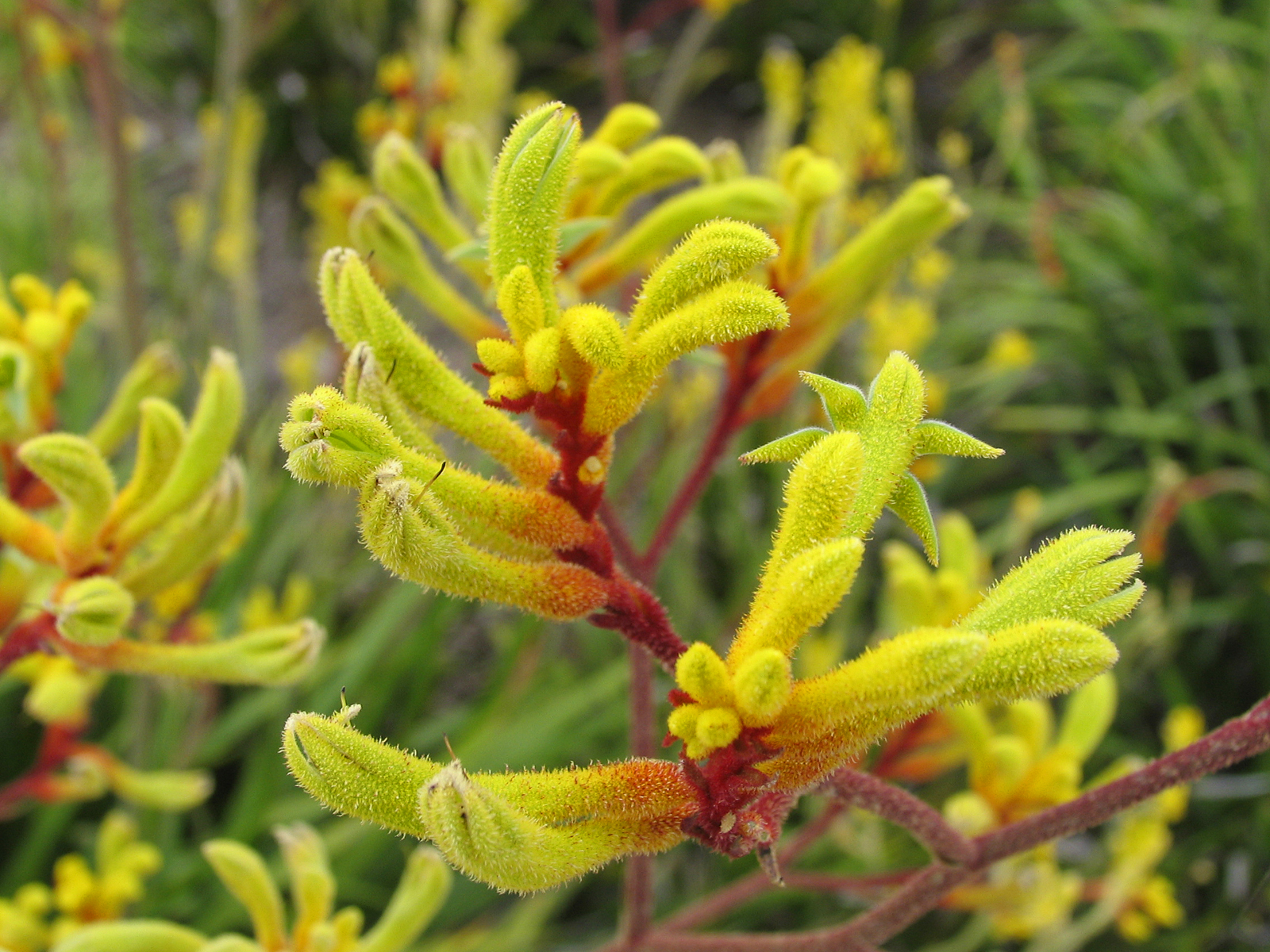
黄色の花。
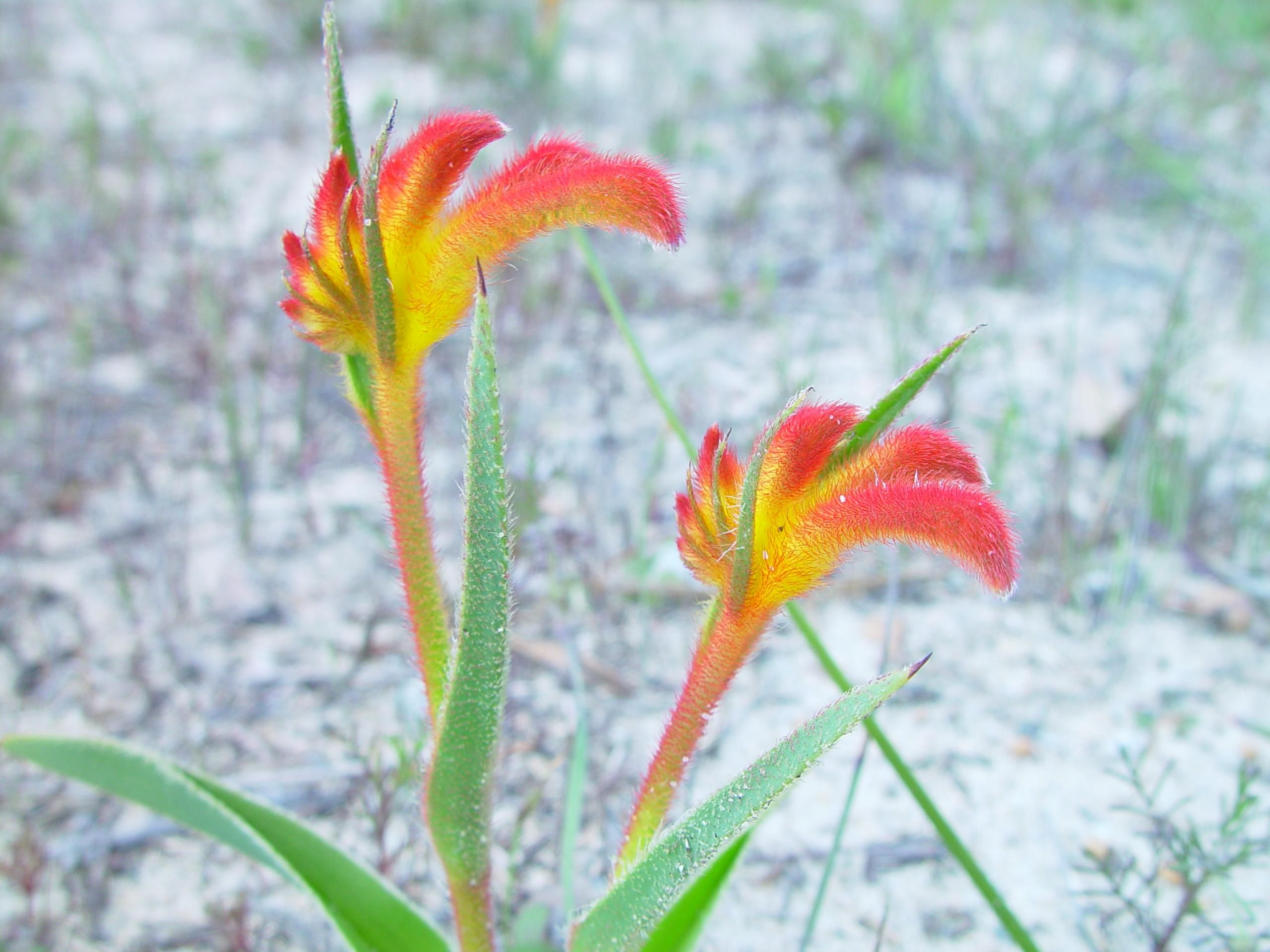
橙色の花
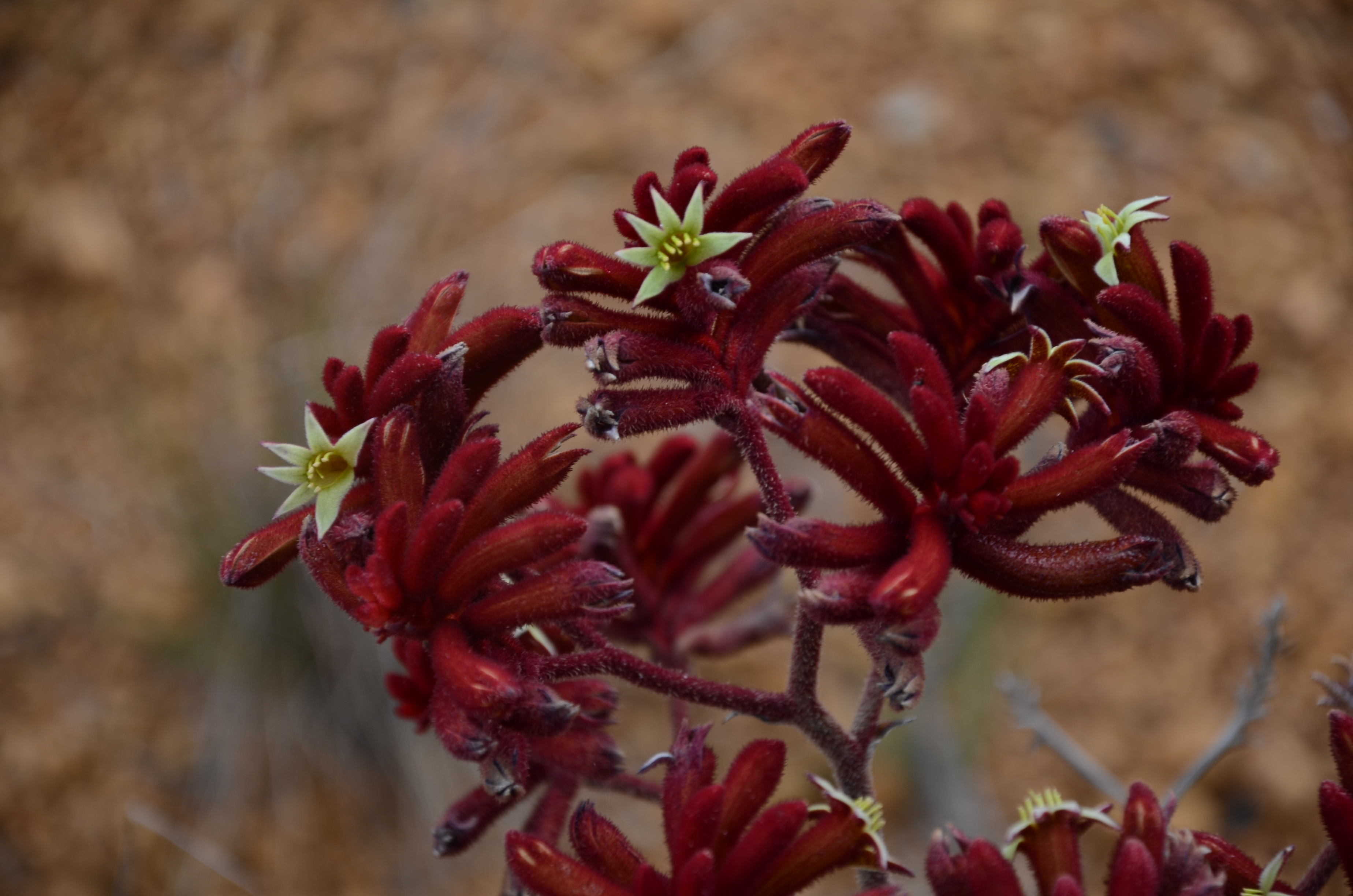
赤色の花
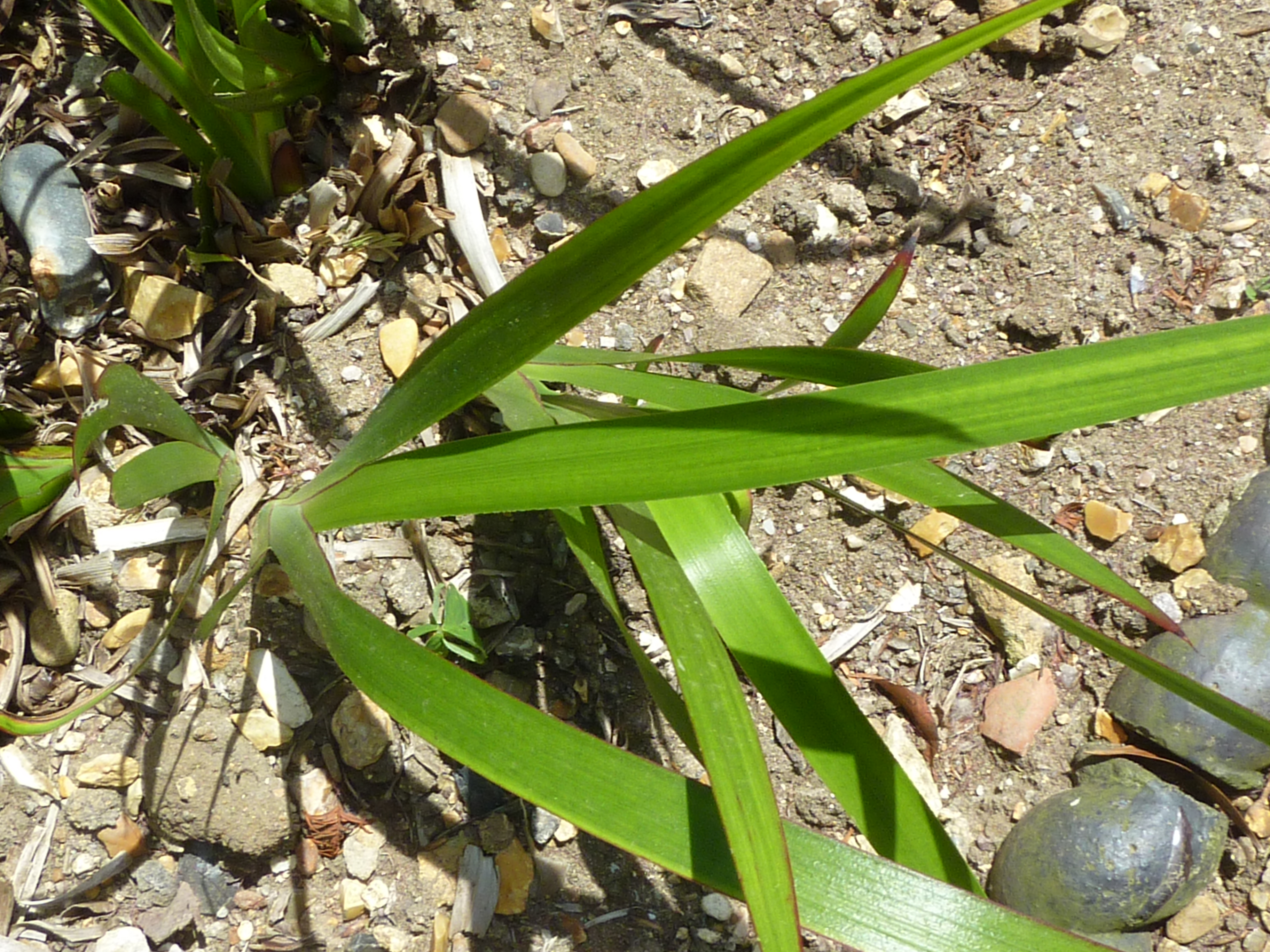
葉は薄く、アヤメ科の植物に似る。
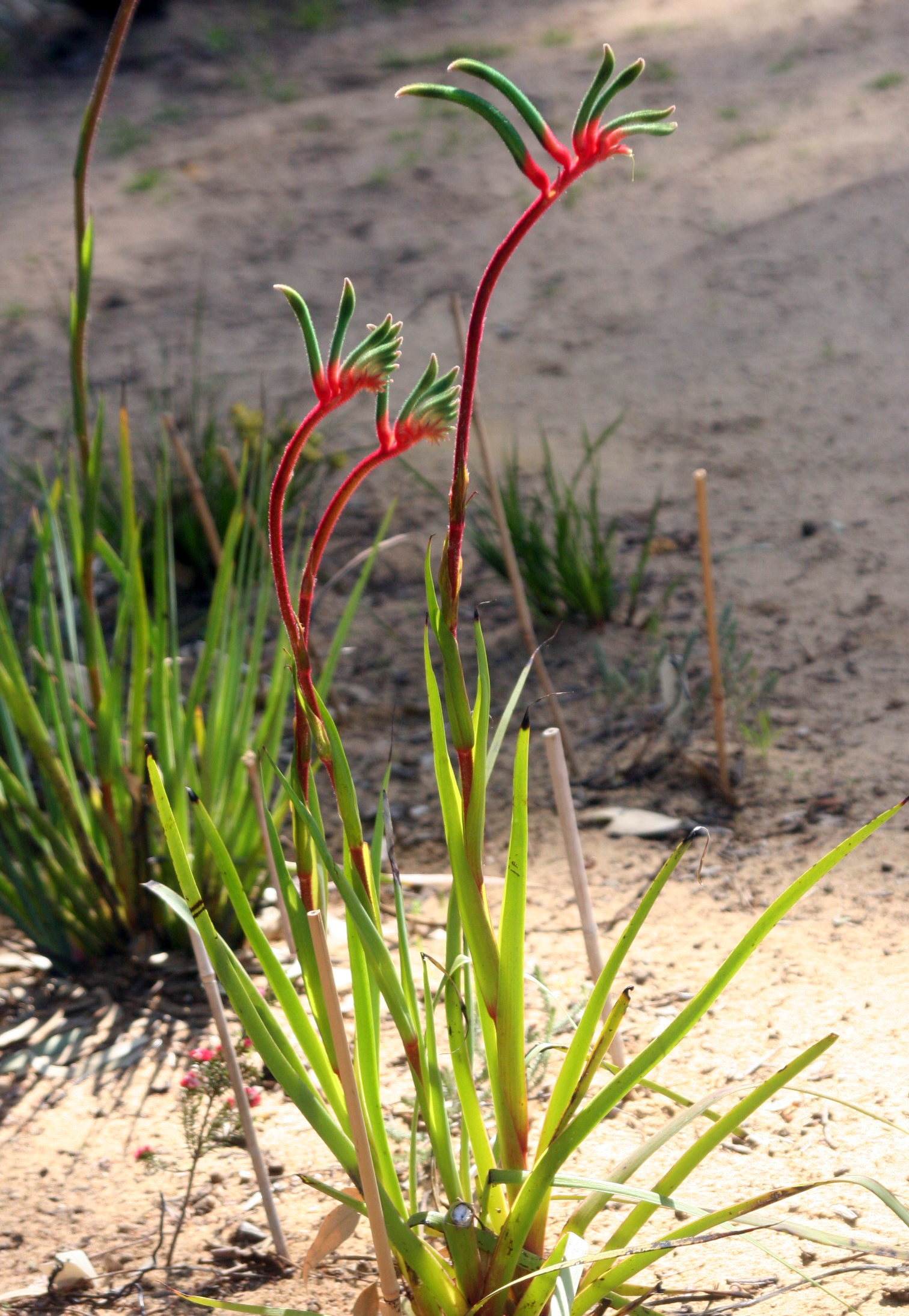
全容。
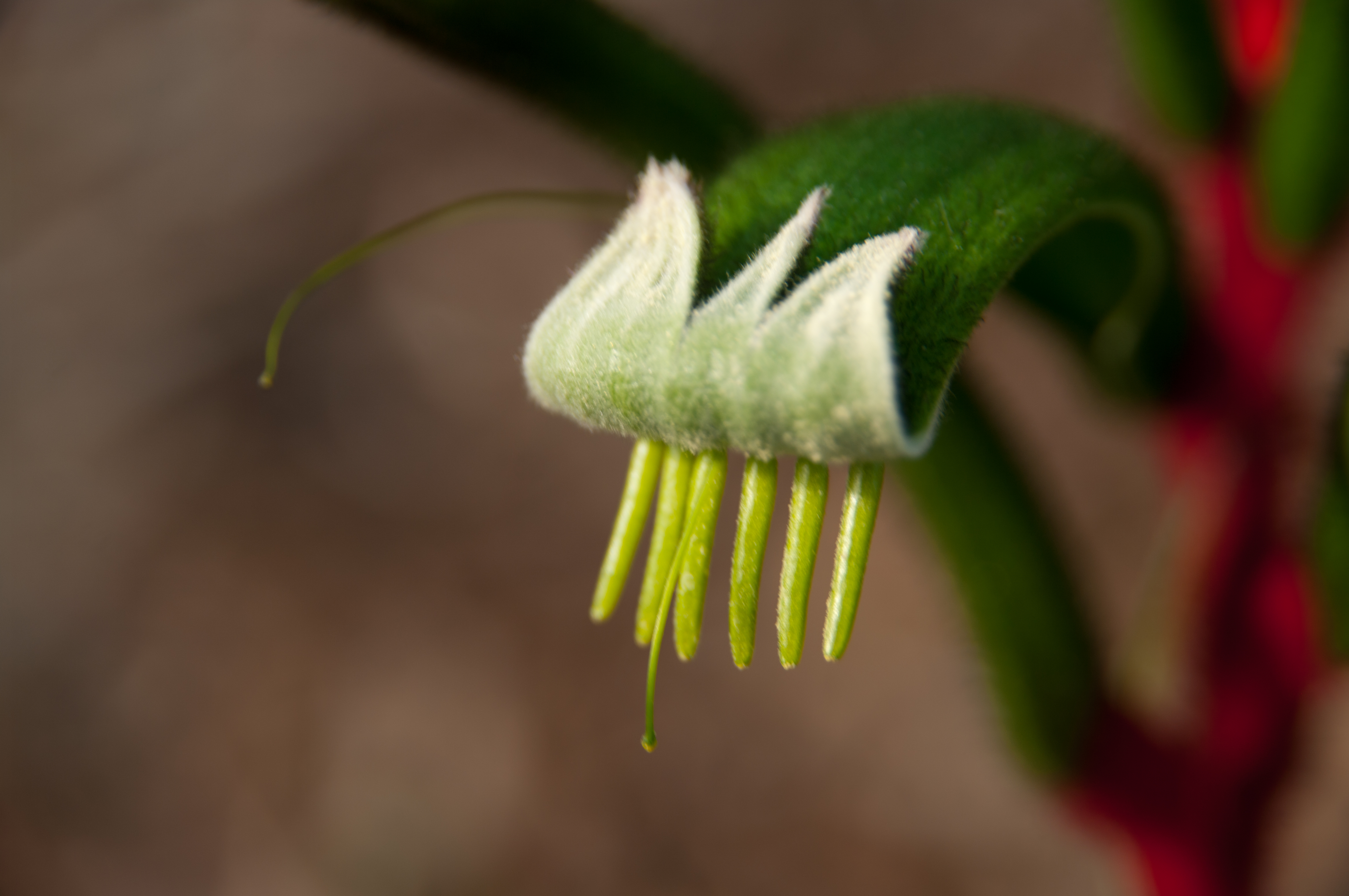
花の拡大。